# 그레그 와이즈
그레그 와이즈(Greg Wise, 1966년 5월 15일 ~ )는 잉글랜드의 배우, 제작자이다.

## 출연 작품

### 영화
- 7월의 축제 (1995, Feast of July)
- 센스 앤 센서빌리티 (1995)
- 수탉과 황소 이야기 (2005)
- 프라이빗 워 (2018) - 데이비드 아이린스 역

### 텔레비전
- 더 크라운 (2016-17) - 제1대 마운트배튼오브버마 백작 루이 마운트배튼 역